# 101匹わんちゃん
『101匹わんちゃん』（ひゃくいっぴき わんちゃん、原題：One Hundred and One Dalmatians）は、1961年1月25日に公開したアメリカのウォルト・ディズニー・プロダクションが製作したアニメーション映画である。日本での初公開から1981年再公開時までのタイトルは『101匹わんちゃん大行進』であった。

## 沿革
本作はディズニーのアニメーション史においても重要な、作業工程上の大きな変革があった作品である。それは映画としては初めて、全面的にトレスマシンが導入されたことである。これによりアニメーターが紙の上に描いた原画を、そのニュアンスのままセルに転写することが可能になった。この手法は、以降はディズニー作品のみならず、アニメーション制作におけるスタンダードとなっていく。
原作は1956年にイギリスのウィリアム・ハイネマン社から刊行されたドディー・スミス（Dodie Smith）著の「The Hundred and One Dalmatians」（日本での刊行は『ダルメシアン 100と1ぴきの犬の物語』、文溪堂）。同書には、「The Starlight Barking」（日本での刊行は『続・ダルメシアン 100と1ぴきの犬の冒険』、文溪堂）という続編がある。
この映画の主人公はポンゴ（Pongo）とパーディタ（Perdita）の2匹のダルメシアンである。彼らの飼い主のロジャーとアニータとの結婚式のときに同時に正式に夫婦になった。2匹はある恐ろしい事件に巻き込まれ、99匹もの子犬たちを授かることになる。
1996年には、グレン・クローズを主演に迎えた実写映画『101』も製作された。また、2000年には、ブチのない102匹目のダルメシアン、オッド・ボール（CG技術によってブチを消している）が大活躍するオリジナルストーリーの『102』が製作された。
密接なストーリーの関連がある続編として『101匹わんちゃんII パッチのはじめての冒険』（2003年）も公開された。
なお、アニメ版は1995年10月6日にビデオで、2000年11月17日にDVDで発売された。さらに番外編の『101匹わんちゃん Go Go! ダルメシアン!!』のVHSが1998年9月18日に。日本でのセルビデオ出荷本数は185万本。本作と同じ名のTVアニメシリーズ『101匹わんちゃん』も放送された。
名作小説の翻訳を手掛けている作家・橘高弓枝が完全ノベライズ化しており、1997年3月1日に偕成社よりこの映画と同じ名の小説版が発売されている。

## ストーリー
ロンドンの外れにあるフラット（アパート）に住む売れない作曲家ロジャー・ラドクリフの飼い犬のポンゴは、ある日退屈を持て余して自分と飼い主の伴侶探しを始める。すると、パーディタというメス犬とその主人のアニータに一目ぼれし、ロジャーを散歩に連れ出してパーディタたちを追いかける。その結果起きたトラブルがきっかけで、ロジャーとアニータ、ポンゴとパーディタは結婚することになり、ロンドン市内の新居へ移り住むと同時にメイドのナニーがやって来る。そこへアニータの旧友のクルエラ・ド・ヴィルが現れ、子犬が生まれたらすぐに知らせるよう告げて立ち去っていく。元々クルエラが大嫌いなパーディタの不安そうな表情に、ポンゴは大丈夫だと励ましながらも胸騒ぎを覚える。
3週間後の10月の嵐の晩、ポンゴとパーディタの間に待望の子犬が15匹も生まれた（うち1匹はすぐ死んだと思われたが、奇跡的に息を吹き返した）。だが、その時クルエラが再びやって来て生まれたばかりの子犬を購入しようとする。実は彼女はダルメシアンの毛皮でコートを作ろうと目論んでいたのだが、ロジャーの毅然とした拒絶に捨て台詞を吐いて帰っていく。
一安心する一家だったが数ヵ月後、ポンゴとパーディタがラドクリフ夫妻と夜の散歩に出掛けている間に、クルエラの手下であるジャスパーとホーレスが電気会社の検査員を称して夫妻の家を訪れ、必死に断るナニーを横目に押し入り、子犬たちを誘拐してしまう。悲しみに暮れるポンゴたちは、犬同士の情報伝達手段である「夕暮れの遠吠え」で仲間たちに子犬の捜索を求める。その結果、遠吠えはロンドンはおろか遠い田舎、ウィザーマーシュにまで伝わった。知らせを聞いたチブスたちは、外れにある空き家「ド・ヴィル屋敷」に誘拐された15匹と、彼ら以外のクルエラが購入した子犬たち84匹も合わせて99匹も居ることを確認し、話を聞きつけたポンゴとパーディタは早速、子犬たちを救出しにウィザーマーシュへ向かう。
その頃チブスは、ジャスパーとホーレスがテレビ番組を見ている隙を突いて子犬たちを部屋の外へ誘導していた。しかし、チブスの努力の甲斐も虚しくあと一歩のところでジャスパーとホーレスに追い詰められてしまう。しかしその時、ポンゴとパーディタが到着してジャスパーとホーレスを撃退し、チブスはその隙に子犬たちを逃がす。99匹の子犬を救出したポンゴとパーディタは遠吠えで知り合った仲間たちの力を借りてロンドンに向かって走り始め、さらに煤で黒い犬に変装したうえでトラックに乗って逃げ切ろうとする。諦めきれないクルエラは車を暴走させて執拗に追いかけるが、別ルートで追跡していたジャスパーとホーレスがドジを踏んだおかげで車が大破。無事振り切ることができた。
その頃ロンドンのラドクリフ夫妻は、犬たちがいない寂しさを紛らわすかのようにクリスマスの装飾をしていたが、ポンゴたちがたくさんの子犬を引き連れて帰って来た事に驚き､「なんて素敵なクリスマスだ！」と狂喜した。そこでロジャーは田舎の広い土地を購入し、ポンゴとパーディタと99匹の子犬、合計101匹を飼う決意をする。

## 登場キャラクター

### ポンゴ一家
ポンゴ（Pongo）
本作の主人公で語り手。赤い首輪をした雄のダルメシアン。一人称は「僕」または「私」。当初は飼い主の影響からか欠伸ばかりするのんき者だったが、後半からはしっかり者で頼りになる父親となる。
パーディタ（Perdita）
ポンゴの妻。青い首輪をした雌のダルメシアン。一人称は「私」。劇中では他のキャラから「パーディ」と呼ばれることが多い。時に優しく、時に厳しく接する良妻賢母な母親だが、少々心配症な所がある。
原作のパーディタはあくまで子犬たちの乳母であり、ポンゴの妻で子犬の生母は「ミセス」という別の犬だが、本作ではミセスの位置付けがパーディタに統合されている。また、実写映画では名前がパーディに変更されている。
ラッキー（Lucky）
ポンゴとパーディタの子供。生まれてすぐに死んだと思われたが、ロジャーの手で生き返ったことからこの名前が付いた。画面に食いつくように見るほどのテレビ好き。本作では父親に首輪をくわえられて吊られているシーンが多い。TVシリーズではローリーとともに主人公ポジションに立っている。
パッチ（Patch）
ポンゴとパーディタの子供。片目の周りが黒い斑で覆われているのが特徴。子犬たちのリーダー格。父親の影響で言葉遣いは乱暴であり、よく母親に叱られている。
ローリー（Rolly）
ポンゴとパーディタの子供。いつもお腹をすかせている食いしんぼうで、よく見ると他の子犬たちよりかなり太っている。その体ゆえに、ド・ヴィル屋敷からの脱出でも他の子犬たちに遅れをとってしまう場面が多い。なお、TVシリーズではレギュラーポジションに着いているが、映画版以上に太っている。
ソバカス・ペニー・ペパー（Freckles, Penny, Pepper）
ポンゴとパーディタの子供たち。ポンゴとパーディタの実子15匹のうち、作中で名前が言及されるのは6匹のみである。

### ラドクリフ一家
ロジャー・ラドクリフ（Roger Radcliffe）
ポンゴの飼い主。アニメ映画では作曲家、実写映画ではゲームデザイナー。ポンゴの計画でアニータたちと出会い、結婚する。一人称は「私」。姓は原作の「ディアリー」から変更されている。
アニメ・実写ともに、第一作の劇中で作品が大ヒットし、貧乏暮らしから一転、資産家になる。子犬たちが誘拐された上に、ポンゴたちまでもが理由もなく家出したことで寂しくなっていたが、前よりも大勢の子犬たちを連れて帰ってきたことで大喜びした。
アニータ・ラドクリフ（Anita Radcliffe）
パーディタの飼い主。ファッションデザイナー。ポンゴの計画でロジャーたちと出会い、結婚する。勤務中や読書時は眼鏡をかけている。2匹が連れてきた大勢の子犬たちに驚き、ロジャーの101匹全員を飼おうという提案に「 (この家では) 狭くて無理よ」と最初は滞ったが、田舎への引っ越し案を聞いて「素敵な思い付きね！」と同意した。悪人と知りながらも友達のクルエラを庇護するお人好しな一面もある。実写映画ではパーディタと共に自身も妊娠し、ラストで無事に女の子を出産した姿を見せている。
ナニー（Nanny）
ラドクリフ夫妻の新居の家政婦。一人称は「あたし」。原作では「ナニー」という名の家政婦が2人登場するが、本作では1人に統合されている。実写映画では、アニタが子供の頃からの古い付き合いを持つ。子犬たちが帰ってきた後、子犬たちをハタキできれいにした。

### クルエラとその配下
クルエラ・ド・ヴィル（Cruella De Vil）
本作のディズニー・ヴィランズ。本作ではアニータの大学時代の旧友、実写映画ではアニータの働くファッションデザイン会社「HOUSE OF DEVIL」の社長で、名前は「クルエラ・デ・ビル」となっている。毛皮に目が無く、ダルメシアンの子犬を毛皮にしようと企む。一人称は「あたし」。

ジャスパー（Jasper）
クルエラの手下で泥棒コンビの一人。ホーレスの兄貴分。ガリガリにやせ細っている。一人称は「俺」。2人乗りの古いトラックを所持。短気な性格でホーレスの間抜けぶりに悩まされているが、実はジャスパー自身もかなりの間抜けで、その自覚もない。灰かき棒を武器にする。
最後はホーレスの過失で自滅したがジャスパーにも責任が有り、ホーレス共々ふてくされ、自分達を罵倒するクルエラに『ちえっ、うるせえ。』と言い反省した様子を見せなかった。
ホーレス（Horace）
クルエラの手下で泥棒コンビの一人。ジャスパーの弟分で肥満体型。一人称は「俺」。非常に間抜けだが、子犬たちが足跡を残さない為に凍った川を歩いて逃げた事や子犬たちが黒い犬に変装した事を見抜く等、時折鋭い一面を見せる。しかし、その事をジャスパーに伝えても、ホーレス自身が間抜けな事から全く信用してもらえなかった。椅子の足の1本を抜き取り武器にする。
以前はジャスパーと共に、バダン兄弟と呼ばれることが多かった。
最後は衝突への恐怖からか乗っているトラックのハンドルを壊してしまい、自滅の原因を作ってしまった。その後ジャスパー共々ふてくされ反省した様子を見せなかった。

### ポンゴたちの協力者
ダニー（Danny）
ロンドンのハムステッドで飼われているグレート・デン。子犬の誘拐を知らせるポンゴの遠吠えを最初に察知し、他の犬たちに伝達した。その後、ウィザーマーシュから伝達された返事を受けてポンゴたちに子犬の居場所を伝え、捜索に向かったポンゴに激励を送った。スコッティというテリアの弟分がいる。
チブス軍曹（Sergeant Tibbs）
ウィザーマーシュの馬小屋に住む怖がりな野良猫アビシニアン。近所のド・ヴィル屋敷から子犬の鳴き声がする事から調査に向かい盗まれた子犬たちを発見し、子犬たちを屋敷の外まで誘導した。その後、ポンゴたちを馬小屋の裏口から逃がし、馬小屋に殴り込んできたホーレスとジャスパーを大尉とともに追放している。
大佐（Colonel）
ウィザーマーシュの馬小屋に住む毛むくじゃらのオールド・イングリッシュ・シープドッグ。一人称は「わし」で「駆け足！」が口癖。老齢ゆえに耳が遠く、ことばの聞き間違い・言い間違いが時々ある。チブスが子犬たちを誘導している最中に合流したポンゴたちを子犬たちの元へ向かわせた後、馬小屋に殴り込んできたジャスパーとホーレスを威嚇してポンゴたちが逃げる時間を稼いだ。
大尉（Captain）
ウィザーマーシュの馬小屋に住む馬。知り合いであるタウザーからの緊急通信を聞き取りチブスを起こして大佐に知らせるよう命ずる。その後馬小屋に殴り込んできたジャスパーとホーレスの2人を、チブスと連携して蹴飛ばして追放している。ところがジャスパーとホーレスは間抜けな悲鳴を上げながら蹴飛ばされただけで無傷であり、裏口から逃げたポンゴたちの足跡を発見されてしまった。
コリー（Collie）
牧羊犬をしているコリー。一人称は「私」。吹雪の中を進むポンゴたちを呼び止め、休憩場所として牛小屋へと案内した。その時、ポンゴとパーディタにサンドイッチをごちそうした。その後、ディンスフォードに次の協力者がいることを教えてくれた他、ポンゴたちの就寝中の見張りを引き受けた。
クイーニー・ダッチェス・カウンテス・プリンセス（Queenie, Duchess, Countess, Princess）
コリー犬が住んでいる牧場にいる雌牛たち。ウィザーマーシュからの脱出で疲れ果てた子犬たちを案じ、子犬たちにミルクを提供した。
ラブラドール（Labrador）
ディンスフォードの食料品店で飼われている黒いラブラドール。一人称は「私」。ポンゴたちをロンドン行きのトラックへと案内し、煤をかぶって黒い犬に変装した子犬たちをポンゴやパーディタと交代でトラックに誘導する。その時変装を見抜いてトラックに駆けつけようとしたジャスパーとホーレスを妨害している。

### その他
タウザー（Towser）
ウィザーマーシュに住むブラッドハウンド。一人称は「わし」。大佐からは「タウザー親父」、大尉からは「タウザー通信兵」と呼ばれている。ロンドンから伝達された夕暮れの遠吠えを聞いて大佐たちに中継した。
ルーシー（Lucy）
タウザーの友人のガチョウ。大佐たちのこともよく知っている。
サンダーボルト（Thunderbolt）
子犬たちが大好きなテレビ番組『サンダーボルト・アドベンチャー・アワー』の主演を務めるシェパード。アニメ続編では本人が登場する。
腹黒ドーソン（Dirty Dawson）
『サンダーボルト・アドベンチャー・アワー』に登場する人間の悪役で、サンダーボルトの宿敵。
パーシバル・フォウンスウォーター（Percival Fauncewater）
ジャスパーとホーレスが見ていたテレビ番組『私の罪は何でしょう？』にてゲストとして登場した受刑者。かつてはジャスパーやホーレスの仲間であった。

トラック運転手
ポンゴたちがロンドンに帰るべくこっそり乗り込んだ引越しのトラックの運転手。口ひげをはやしている。荷台にポンゴたちが乗り込んだ事を知らないため理由も分からずクルエラの妨害に遭い苦しむが、クルエラたちが自滅したことで解放され、ロンドンに向かう事ができた。ハンドルさばきは中々のもので、クルエラの車に横から体当たりされても間一髪の所で谷に落ちるのを回避したり、クルエラの車に後ろから体当たりされ、トラックの後輪がクルエラの車に乗り上げ制御を失いかけてもハンドルだけで何とかバランスを保っていた。

## 挿入歌
- 町のクルエラ（Cruella De Vil）歌：早川史郎
- ケイナイン・クランチス・コマーシャル（Kanine Krunchies）
- ダルメシアン・プランテーション（Dalmatian Plantation）歌：早川史郎、一城みゆ希

## キャスト
- 1961年公開、日本での公開は1962年。

| 役名                             | 原語版声優                        | 日本語吹き替え | 日本語吹き替え              |
| 役名                             | 原語版声優                        | 1962年初公開版 | 1981年再公開版              |
| -------------------------------- | --------------------------------- | -------------- | --------------------------- |
| ポンゴ                           | ロッド・テイラー                  | 田の中勇       | 池水通洋                    |
| パーディタ                       | ケイト・バウアー                  | 香椎くに子     | 松金よね子                  |
| ロジャー・ラドクリフ             | 台詞：ベン・ライト 歌：ビル・リー | 真木恭介       | 台詞：納谷六朗 歌：早川史郎 |
| アニータ・ラドクリフ             | リサ・デイヴィス                  | 水城蘭子       | 一城みゆ希                  |
| クルエラ・ド・ヴィル             | ベティ・ルー・ガーソン            | 財部宏子       | 平井道子                    |
| ミセス・バードウェル             | ベティ・ルー・ガーソン            |                | 瀬能礼子                    |
| ルーシー                         | マーサ・ウェントワース            |                | 瀬能礼子                    |
| ナニー                           | マーサ・ウェントワース            |                | 牧野和子                    |
| クイーニー                       | マーサ・ウェントワース            |                | 沼波輝枝                    |
| ジャスパー・バダン               | J・パット・オマリー               | 熊倉一雄       | 熊倉一雄                    |
| 大佐                             | J・パット・オマリー               | 寺田彦右       | 早野寿郎                    |
| ホーレス・バダン                 | フレデリック・ワーロック          | 佐山俊二       | 山田康雄                    |
| クレイブン捜査官                 | フレデリック・ワーロック          |                |                             |
| ラッキー                         | ミミ・ギブソン                    |                | 宮川陽介                    |
| パッチ                           | ミッキー・メイガ                  | 橋本隆之       | 富士圭一                    |
| ローリー                         | バーバラ・ビアード                | 村上あつみ     | 林泰文                      |
| ペニー                           | サンドラ・アボット                |                | 川崎真子                    |
| スポッティ                       | リッキー・ソレンセン              |                | 田付貴彦                    |
| チブス軍曹                       | デヴィッド・フランカム            | 阪脩           | 小宮山清                    |
| スコッティ                       | デヴィッド・フランカム            |                | 八代駿                      |
| パーシバル・フォウンスウォーター | チューダー・オーウェン            |                | 八代駿                      |
| タウザー                         | チューダー・オーウェン            |                | 梶哲也                      |
| 大尉                             | サール・レイブンズクロフト        |                | 塩見竜介                    |
| ダニー                           | ジョージ・ペリング                |                | 作間功                      |
| ラブラドール                     | ラムゼイ・ヒル                    |                | 作間功                      |
| TVアナウンサー                   | ラムゼイ・ヒル                    |                | 朝戸鉄也                    |
| プリンセス                       | クイニー・レナード                |                | 島美弥子                    |
| ダッチェス                       | マージョリー・ベネット            |                | 頼慶子                      |
| ラバー                           | バーバラ・ルディ                  |                | 細谷泉                      |
| コリー                           | トム・コンウェイ                  |                | 村越伊知郎                  |
| クイズマスター                   | トム・コンウェイ                  |                | 安原義人                    |
| TVCMの歌手                       | ルシール・ブリス                  |                | 田中加奈子                  |
| 腹黒ドーソン                     | ポール・フリーズ                  | 原語版流用     | 原語版流用                  |
| 吠える犬                         | ダラス・マッケノン                | 原語版流用     | 原語版流用                  |

- 1962年版での公開：1962年（日本RKO）、1970年（ブエナ・ビスタ）
- 1981年版での公開：1981年（東映）、1986年（東宝）、1991年（ワーナー）、1995年（ブエナ ビスタ ジャパン）
- VHS、DVD、BDには1981年再公開版の吹き替えを収録。

## スタッフ
- 製作 - ウォルト・ディズニー、ロイ・O・ディズニー
- 総監督 - ケン・ピーターソン
- 監督 - ハミルトン・ラスク、クライド・ジェロニミ、ウォルフガング・ライザーマン
- 原作 - ドディー・スミス
- 脚本 - ビル・ピート
- 音楽 - ジョージ・ブランズ
- 編集 - ドナルド・ハリデイ、ロイ・M・ブルワー・Jr
- 字幕翻訳：太田直子

### 日本語吹き替え制作（1981年版）
- 総指揮：ブレーク・トッド
- 演出・翻訳：金田文夫
- 録音：東亜映像録音株式会社
- 協力：テアトル・エコー

## 東映まんがまつり
- 先述の通り、1981年7月18日には「東映まんがまつり」で本作がリバイバル公開された。前年（1980年）7月12日に公開された『白雪姫』に続く、「まんがまつり」でのディズニー映画だが、今回が事実上最後となった（海外アニメとしても）。
- 同時上映は、同じディズニー作品『ミッキーマウスとドナルドダック』と、TV作品の劇場用新作『太陽戦隊サンバルカン』・『Dr.スランプ アラレちゃん ハロー!不思議島』の計3本。

## 逸話
- 製作するにあたり、ウォルト・ディズニーは『101匹わんちゃん』の原作者であるドディー・スミスに献本を送ってもらい、『眠れる森の美女』の制作が完成するとすぐにアニメーション制作に着手し、度々、話の意向などをウォルト・ドディー両者間で手紙をやりとりしたという。
- 美術監督として制作に携わっていたケン・アンダーソンとウォルトは、この作品内における背景の書き方に意見が割れてしまい、ウォルトは死ぬ間際までケンを許さなかった。しかし、ウォルトが死ぬ2週間ほど前にスタジオへ訪れた際に、ケンは大歓迎しウォルト自身もこれに大感激していたという。このことに対してケン本人は「あの時のウォルトは私に対して何も言わなかったが、あの瞳を見て許されたのだとわかった」と語っている。
- クルエラ・ド・ビルを描いたマーク・デイビスは「とても楽しく描かせてもらった。彼女は悪役なのに描いていてとても楽しい」というほど、マーク本人もクルエラを気に入っている。アニメーターとして入っていたミルト・カールは人を褒めないことで有名だが、マークのクルエラに感銘を受けたという。また、マークのアニメーターとしての仕事は本作品を以て終了（＝引退）しているので、最後の作品で「クルエラのキャラクターデザインが花道」を飾ったとされている。
- 直前に公開した「眠れる森の美女」の興行収入が530万ドルと予想に反して低かったので、本作品に関しては制作コストを抑える必要があった。そこで、アブ・アイワークスはゼログラフィー（現在のコピー機に近い複写技術）を導入し、用紙や人員の削減に成功した。
- 上記のゼログラフィーを、撮影した動画を直接原画になる紙へと焼き付けるのに使う実験が行われ、これに成功したスタッフはクルエラが乗っているスポーツカーをもとにして、実際に厚紙で手作りの「車」を作った。この車には本物の車と同様にエンジンを掛けた時に、震えるのを撮影する為に指で押すと上下するように細工も施されていた。そして撮影された映像を原画に焼き付けた「絵」に色が塗られ上映された。

## サウンドトラック
英語歌とお話に収録されていたサウンドトラック盤『101匹わんちゃん オリジナル・モーション・ピクチャー・サウンドトラック』（原題：Walt Disney - 101 Dalmatians In Story And Song）は1960年にアメリカで発売されたが、CDではなくLP盤（LP：ST-1908/1963年再売版：DQ-1308）という形態。日本では1991年5月21日にポニーキャニオン（CD：PCCD-00037）から発売されており、世界初CD化。ディスクジャケットは、赤色を基調に子犬のローリーが描かれている。
| #  | タイトル                                                                           | 作詞 | 作曲・編曲 |
| -- | ---------------------------------------------------------------------------------- | ---- | ---------- |
| 1. | 「お話（Story）」                                                                  |      |            |
| 2. | 「プレイフル・メロディー（Playful Melody）」(Bruns/Dunham)                         |      |            |
| 3. | 「お話（Story）」                                                                  |      |            |
| 4. | 「ケイナイン・クランチス・コマーシャル（Kanine Krunchies Kommercial）」(Mel Leven) |      |            |
| 5. | 「お話（Story）」                                                                  |      |            |
| 6. | 「町のクルエラ（Cruella De Ville）」(Mel Leven)                                    |      |            |
| 7. | 「お話（Story）」                                                                  |      |            |
| 8. | 「ダルメシアン・プランテーション（Dalmatian Plantation）」(Mel Leven)              |      |            |

### その他
EP
- 『ジェリー・コロンナ「101匹わんちゃん大行進 クリュエラ・ド・ヴィユ」』（日本ウエストミンスター株式会社、1962年）SSD-109
- 『ディズニー漫画映画より 101匹わんちゃん大行進』（日本コロムビア株式会社、1962年12月）DR-1
- 『ディズニー映画「101匹わんちゃん大行進」より 101匹わんちゃん大行進のテーマ』（キングレコード株式会社、1970年）ES(D・H)1006

LP
- 『ディズニー映画より 101匹わんちゃん大行進』（ディズニーランド・レコード）NAS-742
- 『ディズニー映画より 101匹わんちゃん大行進』（ディズニーランド・レコード）SKK(D・H)2001
- 『ディズニー映画より 101匹わんちゃん大行進』（キングレコード株式会社）WFD-394

## DVDエディション
2008年3月19日にウォルト ディズニー スタジオ ホーム エンターテイメントより『101匹わんちゃん プラチナ・エディション』（原題：101 Dalmatians 2-Disc Platinum Edition）と『101匹わんちゃん スペシャル・エディション』（原題：101 Dalmatians Special Edition）というタイトル2種類のDVDが同時に期間限定発売されている。なお、劇場公開版・VHS・LDとは違い、DVDエディションに収録のデジタル・リマスター版のBGMの一部が異なる。
プラチナ・エディション映像特典
ハイクオリティな仕様で豪華映像特典、スペシャル・ケース（ブックカバータイプケース）を付きのDVD2枚組。ディズニー・ファストプレイ（Disney's FastPlay）という機能があるディスク。
Disc1
- ゲーム&アクティビティ
  - ポップアップ・トリビア
- 音楽の世界
  - ミュージック・クリップ♪「Cruella De Vil」セレーナ・ゴメス

Disc2
- ゲーム&アクティビティ
  - ダルメシアンと遊ぼう!（DVD-ROMコンテンツ）
  - ダルメシアンと遊ぼう!
  - きみはどんな犬?
  - ファン・ファン・イングリッシュ!
- 製作の舞台裏
  - メイキング・オブ『101匹わんちゃん』
  - 悪女クルエラの誕生
  - ウォルトの手紙
  - 予告編集（劇場&テレビ/ラジオ）
  - アート・ギャラリー
- 音楽の世界
  - ♪March Of The One Hundred And One（未発表曲）
  - ♪Cheerio, Good-Bye, Toodle -oo, Hip Hip!（未発表曲）
  - ♪Don't Buy A Parrot From A Sailor（未発表曲）
  - ♪ダルメシアン・プランテーション（ロング・バージョン他）
  - ♪町のクルエラ（デモ・レコーディング他）
  - ♪ケイナイン・クランチス・コマーシャル（未使用テイク）

スペシャル・エディション映像特典
- ゲーム&アクティビティ
  - ポップアップ・トリビア
- 音楽の世界
  - ミュージック・クリップ♪「Cruella De Vil」セレーナ・ゴメス